# Membraniporella nitida
Membraniporella nitida är en mossdjursart som först beskrevs av Johnston 1838.  Membraniporella nitida ingår i släktet Membraniporella och familjen Cribrilinidae. Arten är reproducerande i Sverige. Utöver nominatformen finns också underarten M. n. intermedia.